# باشگاه فوتبال کمبریج یونیورسیتی پرس
باشگاه فوتبال کمبریج یونیورسیتی پرس (به انگلیسی: Cambridge University Press Football Club) یک باشگاه فوتبال در شهر کمبریج، کشور انگلستان است که در سال ۱۸۹۳ میلادی تأسیس شده‌است.